# Horst Hanson
Horst Hanson (* 5. Juni 1911 in Lauchhammer; † 3. Juli 1978 in Halle (Saale)) war ein deutscher Biochemiker. Er wirkte ab 1948 als Professor für Physiologische Chemie und Direktor des Physiologisch-Chemischen Instituts an der Universität Halle und widmete sich insbesondere der Untersuchung intrazellulärer Proteasen in Lysosomen. Ab 1955 gehörte er der Leopoldina und ab 1959 der Sächsischen Akademie der Wissenschaften an.

## Leben
Horst Hanson wurde 1911 in Lauchhammer geboren und studierte zunächst Naturwissenschaften und Mathematik sowie später Medizin an der Universität Halle. 1933 wurde er Mitglied der SA, im Jahr 1937 trat er dem NSDÄB bei. Am 26. Juni 1937 beantragte er die Aufnahme in die NSDAP und wurde rückwirkend zum 1. Mai desselben Jahres aufgenommen (Mitgliedsnummer 4.220.378). Er erlangte 1935 die ärztliche Approbation sowie die Promotion und wirkte anschließend als Assistent beziehungsweise von 1937 bis 1939 als Oberassistent am Physiologischen Institut der Universität. Von 1939 bis 1940 war er als wissenschaftlicher Mitarbeiter in der Abteilung Ernährungsphysiologie des Reichsgesundheitsamts tätig. Nach seiner Einberufung zum Militärdienst fungierte er als Oberarzt der Luftwaffe und als Truppenarzt in Russland und Finnland sowie ab 1942 als Sachbearbeiter für Ernährungsfragen im Reichsluftfahrtministerium, nachdem er zuvor 1941 an der Universität Halle habilitiert worden war.
Nach dem Ende des Zweiten Weltkrieges wurde er erneut Assistent am Physiologischen Institut in Halle, darüber hinaus übernahm er im folgenden Jahr kommissarisch die Leitung des Physiologisch-Chemischen Instituts. 1948 wurde er zum Professor mit Lehrauftrag sowie kurze Zeit später in Nachfolge von Emil Abderhalden zum Professor mit Lehrstuhl für Physiologische Chemie und zum Direktor des Physiologisch-Chemischen Instituts ernannt. Von 1954 bis 1956 war er Dekan der medizinischen Fakultät. In den Jahren 1965/1966 leitete er kommissarisch auch das Institut für Pharmakologie der Universität. Er starb 1978 in Halle.

## Wissenschaftliches Wirken
Hanson setzte in Halle die von Emil Abderhalden begründete Forschung zu proteolytischen Enzymen und zum Stoffwechsel der Proteine fort. Schwerpunkt seines Wirkens waren dabei insbesondere die intrazellulären Proteasen in Lysosomen.

## Auszeichnungen
Hanson war ab 1955 Mitglied der Deutschen Akademie der Naturforscher Leopoldina und gehörte ab 1959 als ordentliches Mitglied der Sächsischen Akademie der Wissenschaften an. Von der Leopoldina, als deren Generalsekretär er von 1967 bis zu seinem Tod fungierte, wurde ihm darüber hinaus 1969 die Carus-Medaille und 1971 die Verdienst-Medaille der Akademie verliehen.

## Schriften (Auswahl)
- Über Proteolyse durch intrazelluläre Proteasen. Reihe: Abhandlungen der Sächsischen Akademie der Wissenschaften zu Leipzig. Mathematisch-Naturwissenschaftliche Klasse. Band 48, Heft 1. Berlin 1963
- Biochemische Beiträge zur Kenntnis der Serum-Oxytocinase. Reihe: Nova acta Leopoldina. Band 36. Leipzig 1971 (als Mitautor)
- Eiweissumsatz und Differenzierungsvorgänge tierischer Zellen. Reihe: Abhandlungen der Sächsischen Akademie der Wissenschaften zu Leipzig. Mathematisch-Naturwissenschaftliche Klasse. Band 52, Heft 5. Berlin 1974